# Шафир, Марина
Марина Шафи́р (рум. Marina Shafir, род. 14 апреля 1988, Сороки) — американская женщина-рестлер и бывший мастер смешанных единоборств. Она наиболее известна по своей работе в WWE. Ранее она выступала за Invicta Fighting Championships в женском дивизионе в наилегчайшем весе.

## Ранняя жизнь
Шафир эмигрировала с родителями в США из Молдавии, когда ей было пять лет. Её отец, механик, и мать, учительница, поселились в Нью-Йорке вместе с Мариной и двумя её старшими братьями. Шафир начала заниматься дзюдо в шесть лет, а в 12 лет стала выступать на соревнованиях высокого уровня. Однако она перестала участвовать в соревнованиях по дзюдо в позднем подростковом возрасте.

## Карьера в смешанных единоборствах
Шафир начала свою карьеру в смешанных единоборствах на любительском уровне в 2012 году. В течение двух лет она была непобедима, выиграв все пять своих поединков болевыми приёмами (четыре — армбаром и один — удушением). В профессионалы она перешла в начале 2014 года.
Первый профессиональный бой Шафир состоялся 12 апреля 2014 года против Чандры Энгель, где она победила болевым приёмом в первом раунде. Позже, в том же году, Шафир потерпела первое в своей жизни поражение в первом раунде от Аманды Белл. В следующем году она подписала контракт с Invicta Fighting Championships. Её первый поединок в промоушене Invicta состоялся 9 июля 2015 года против Эмбер Лейброк, что стало первым профессиональным боем Лейброк. Шафир потерпела поражение в первом раунде.

### Статистика в смешанных единоборствах

#### История профессиональных боев
| Боёв 3   | Побед 1 | Поражений 2 |
| -------- | ------- | ----------- |
| Нокаутом | 0       | 2           |
| Решением | 1       | 0           |

| Результат | Рекорд | Соперник      | Способ                | Турнир                    | Дата            | Раунд | Время | Место                    | Примечание |
| --------- | ------ | ------------- | --------------------- | ------------------------- | --------------- | ----- | ----- | ------------------------ | ---------- |
| Поражение | 1–2    | Эмбер Лейброк | Нокаут (удары)        | Invicta FC 13             | 9 июля 2015     | 1     | 0:37  | Лас-Вегас, Невада, США   |            |
| Поражение | 1–1    | Аманда Белл   | Нокаут (удары)        | LOP Chaos at the Casino 5 | 10 августа 2014 | 1     | 0:37  | Инглвуд, Калифорния, США |            |
| Победа    | 1–0    | Чандра Энгель | Болевой (рычаг локтя) | LOP Chaos at the Casino 4 | 12 апреля 2014  | 1     | 1:57  | Инглвуд, Калифорния, США |            |

#### История любительских боев
| Любительская карьера бойца (итог) |         |             |
| Боёв 5                            | Побед 5 | Поражений 0 |
| Сдачей                            | 5       | 0           |

| Результат | Рекорд | Соперник         | Способ                                  | Турнир                           | Дата           | Раунд | Время | Место                         | Примечание |
| --------- | ------ | ---------------- | --------------------------------------- | -------------------------------- | -------------- | ----- | ----- | ----------------------------- | ---------- |
| Победа    | 5–0    | Николь Апшоу     | Болевой (рычаг локтя)                   | U of MMA: Fight Night 5          | 9 февраля 2014 | 1     | 1:53  | Лос-Анджелес, Калифорния, США |            |
| Победа    | 4–0    | Табита Паттерсон | Болевой (удушение ручным треугольником) | Tuff-N-Uff: Future Stars of MMA  | 29 ноября 2013 | 1     | 0:59  | Лас-Вегас, Невада, США        |            |
| Победа    | 3–0    | Даниэль Мак      | Болевой (рычаг локтя)                   | Tuff-N-Uff: Mayhem in Mesquite 2 | 23 марта 2013  | 1     | 0:59  | Мескит, Невада, США           |            |
| Победа    | 2–0    | Бекки Льюис      | Болевой (рычаг локтя)                   | Premier FC 12                    | 17 ноября 2012 | 1     | 2:03  | Олбани, Нью-Йорк, США         |            |
| Победа    | 1–0    | Дениз Годдард    | Болевой (рычаг локтя)                   | Premier FC 9                     | 20 мая 2012    | 1     | 0:44  | Холиок, Массачусетс, США      |            |

## Карьера в рестлинге

### WWE (2018—2021)
7 мая 2018 года WWE объявила, что Шафир вместе с Джессамин Дьюк подписали контракт с WWE и прибыли на тренировки в WWE Performance Center. 28 октября на шоу WWE Evolution Шафир и Дьюк дебютировали в WWE в качестве хилов, вмешавшись в матч за звание чемпиона NXT среди женщин, в котором они помогли Шейне Бэйзлер сохранить титул от Каири Сейн. Они снова появились на NXT TakeOver: WarGames, когда они вмешались во время матча Бэйзлер и Сейн «два удержания из трёх», в котором Бэйзлер сохранила титул. В эпизоде NXT от 19 декабря 2018 года Шафир и Дюк дебютировали на ринге NXT, но были побеждены Ио Сираи и Дакотой Кай, когда Сираи удержала Шафир. На NXT TakeOver: Phoenix Шафир и Дюк помогли Бэйзлер сохранить титул против Бьянки Белэр. В октябре 2019 года Дюк и Шафир потерпели поражение от Кай и Тиган Нокс в матче претендентов на титул командных чемпионов WWE среди женщин. После нескольких месяцев бездействия Шафир вернулась на телевидение WWE 17 августа 2020 года, воссоединившись с Бэйзлер и Дьюк и выиграв матч на Raw Underground. 25 июня 2021 года Шафир была освобождена от контракта с WWE.

### All Elite Wrestling
14 декабря 2021 года Шафир дебютировала в All Elite Wrestling (AEW), свой первый матч проиграла Крис Статландер, но после этого выступала на AEW Dark и AEW Dynamite.

## Личная жизнь
Шафир — еврейка. Она близкая подруга Ронды Раузи, которая тренировалась с ней в бойцовском клубе Глендейла, и имела схожее образование в области дзюдо. Несколько лет они жили вместе в Венисе, Калифорния, вместе с Шейной Бэйзлер и Джессамин Дьюк.
В декабре 2015 года Шафир обручилась с рестлером Кристофером Линдси, более известным как Родерик Стронг. 24 апреля 2017 года Шафир родила их первого ребёнка, Троя Вениамина Линдси. Они поженились 7 ноября 2018 года.